# Компьенский лес
Компьенский лес (фр. forêt de Compiègne) — лес во французском регионе Пикардия недалеко от города Компьень.
Площадь — 144,85 км².

## Военная история леса
На проходящей через лес железной дороге были заключены перемирия в двух мировых войнах:
- «Первое компьенское перемирие» между Антантой и Центральными Державами, закончившее Первую мировую войну.
- «Второе компьенское перемирие» между Францией и Нацистской Германией во время Второй мировой войны 22 июня 1940 года по итогам «Французской кампании».

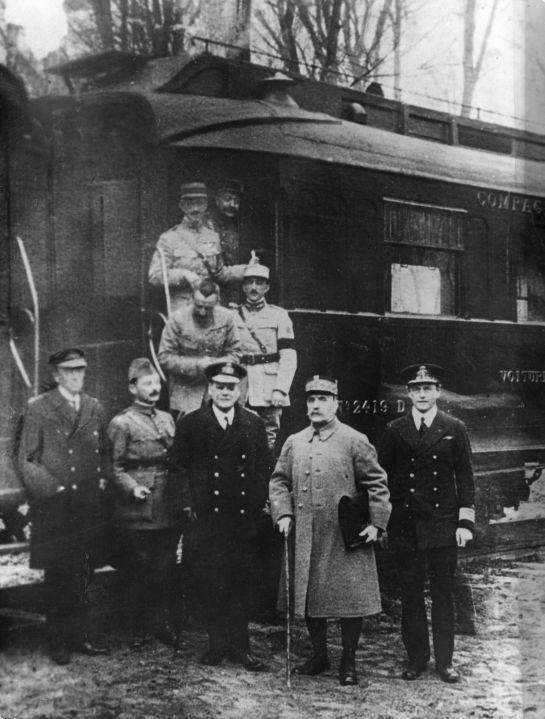
1-я мировая война: Фердинанд Фош (второй справа) и две делегации, подписавшие условия перемирия.
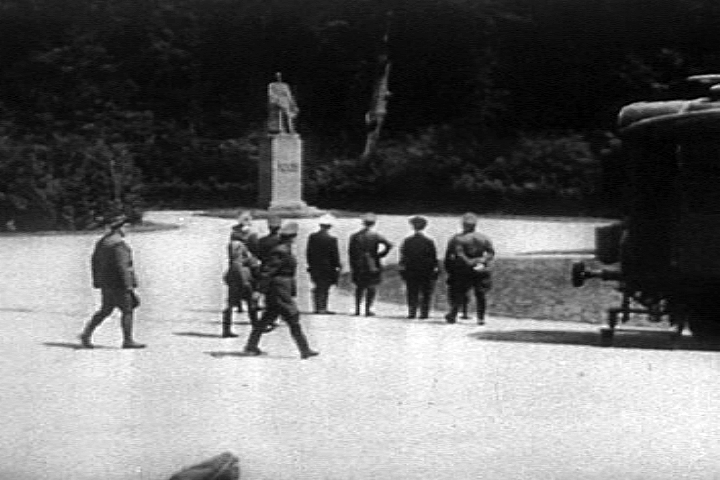
2-я мировая война:  Адольф Гитлер (в центре) в окружении военных перед памятником маршалу Фердинанду Фошу.

## Памятники
- Мемориал «Эльзас-Лотарингия»: меч, символизирующий Антанту, поражает падающего орла, который символизирует Германию;
- Статуя Фердинанда Фоша;
- Мемориальная плита на месте подписания перемирия с надписью на французском языке: «Здесь 11 ноября 1918 года пала преступная гордыня Германской империи, побеждённая свободными народами, которые она пыталась поработить» (фр. Ici, le 11 novembre 1918, succomba le criminel orgueil de l'Empire allemand, vaincu par les peuples libres qu'il avait essayé d'asservir). Эта плита была демонтирована, вывезена в Германию в 1940 году и возвращена после окончания Второй мировой войны;
- Копия вагона поезда, в котором было подписано перемирие.